# Aglyptus rufus
Aglyptus rufus är en stekelart som först beskrevs av Johan Wilhelm Dalman 1820.  Aglyptus rufus ingår i släktet Aglyptus och familjen sköldlussteklar. Arten är reproducerande i Sverige. Inga underarter finns listade i Catalogue of Life.